# St. Silvester (Frohnstetten)

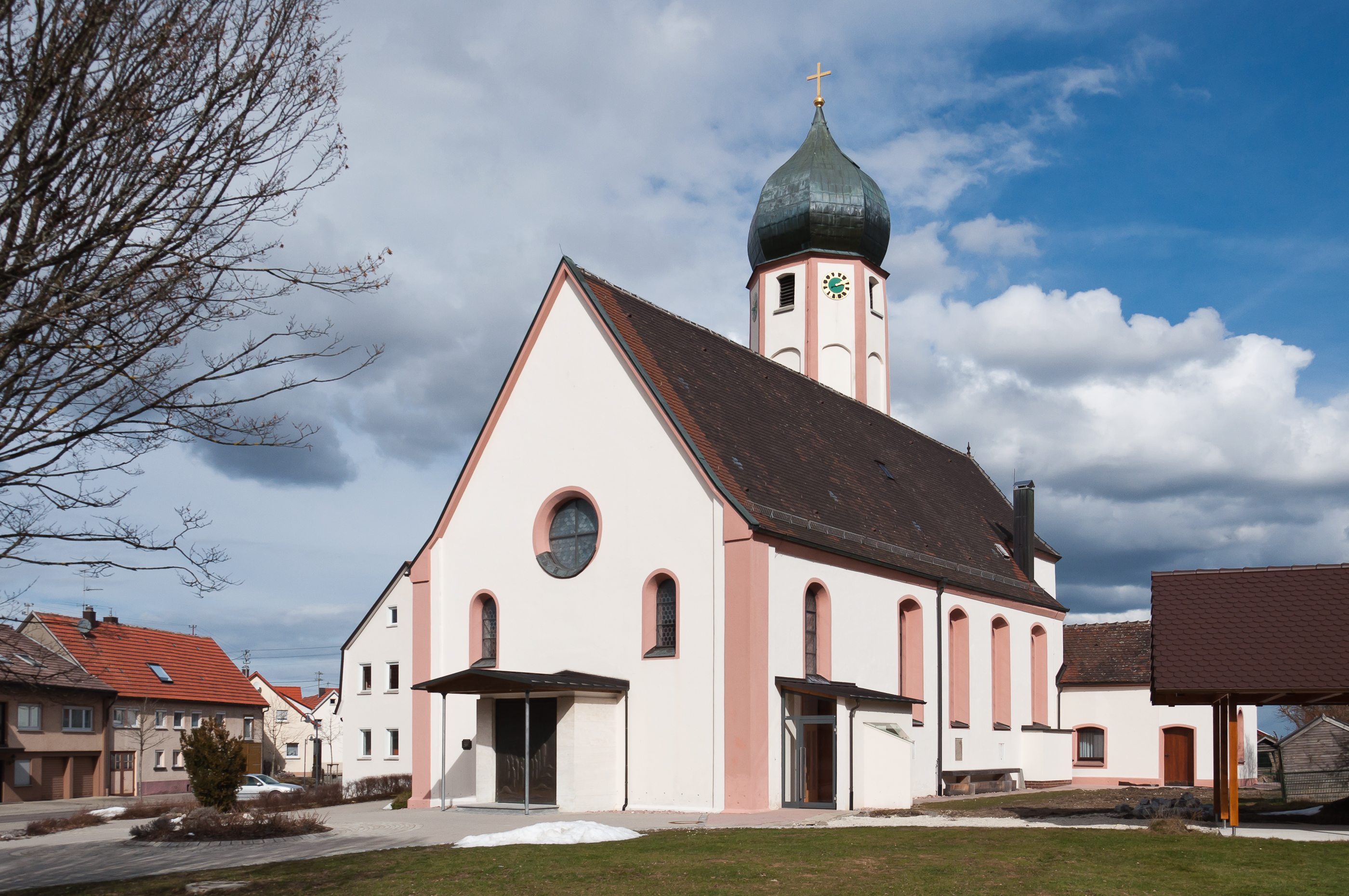
St. Silvester in Frohnstetten

Die römisch-katholische Pfarrkirche St. Silvester steht in Frohnstetten, einem Teilort der Gemeinde Stetten am kalten Markt im Landkreis Sigmaringen in Baden-Württemberg. Die Pfarrei gehört zum Erzbistum Freiburg. Das Bauwerk ist beim Landesamt für Denkmalpflege Baden-Württemberg als Baudenkmal eingetragen.
Kirchenpatron ist Silvester I., Papst und Bischof von Rom. 

## Beschreibung
Martino Barbieri hatte 1617 die Bauleitung bei der Errichtung der Saalkirche. Sie besteht aus einem Langhaus, das 1882 verlängert wurde, einem eingezogenen, dreiseitig geschlossenen Chor im Osten, einem Chorflankenturm auf quadratischem Grundriss an dessen Nordwand und der Sakristei an der Südwand. Der Chorflankenturm wurde mit achteckigen Geschossen aufgestockt, die die Turmuhr und den Glockenstuhl beherbergen, und mit einer Zwiebelhaube bedeckt.
Zur Kirchenausstattung gehört der 1736 gebaute Hochaltar, auf dessen Altarretabel Silvester I. dargestellt ist. Die Orgel wurde 1883 als Opus 102 von der Giengener Orgelmanufaktur Gebr. Link errichtet.